# みんなdeクエスト
みんなdeクエスト（みんなでクエスト）は、Lindwurmとエニックスが開発、スクウェア・エニックスが運営している、日本国産の定期更新型オンラインゲーム。略称は「MdQ」または「みんクエ」。
「MaildeQuest（メールでクエスト）～虹色の夜～」としてサービスを開始し、シナリオ拡張などを経て現在は「みんなdeクエスト -那由多の道と異界の扉-（なゆたのみちといかいのとびら）」のタイトルで運営されている（PC、スマートフォン対応）。運営は日本国内のみで、国外での展開は行われていない。かつては携帯電話専用コンテンツとして「みんなdeクエスト～芯海の楽園～」が存在し、2005年に一度終了した後に2007年に無料コンテンツとして再開。シーエーモバイルが運営を委託されたが、当時のシーエーモバイルはプログラミングやネットセキュリティ技術に疎く、全ユーザーのアイテムが勝手に安値で市場に売り出されてしまうといったハッキング被害が日常茶飯事であった。
ヤスヤを名乗るプレイヤーが他アプリのコンテンツと交換詐欺を行ったことが問題視され、国内を追放されている。
なお、ハギス氏とるみるみ氏は離婚している。
2010年からはGREEでも配信開始したが、長続きすることなく終了している。

## 特徴
剣と魔法の世界グローエスの冒険者となって旅をする。最大4人までのパーティを組んで、他のプレイヤーと協力しあえる。あらかじめ次の行動を選択しておくと、1日2回（11時と23時）の更新処理で選択が実行される形式。リアルタイム型のMMORPGと比べて時間的拘束が少なく、1日5分でプレイ可能とされる。他の参加者とは掲示板やメールでコミュニケーションを取る。片手間にでもプレイできることから、既存のMMORPGに多大な時間を割いているプレイヤーでも気軽に手を出す事ができ、隙間産業的と形容されることもある。
行動結果は全て文章で返ってくる。戦闘結果や移動先の町の景観などもすべてテキストでの表現となる。ただしソルネア編では随所でイラストが挿入されるようになった。
様々なシナリオが存在するが、純粋なテキストアドベンチャーというわけではなく、シナリオを進めるためにはキャラクターを育て、装備を整え、次に出会うであろう敵に合わせたスキルを選択し、ターン制の戦闘に挑むという風に、コンピュータRPG的なゲーム性も持っている。特にボス戦ともなれば相手からの攻撃をできるだけ無効化しながら、最大でも6回しかない打ち合いの中で相手の体力を完全に削り切らなくてはならない。負けてもすぐ再挑戦できるわけではないこともあって、リアルタイムのゲームとはまた違った緊張感がある。なおシステム上、PK・横殴り・ルートは行えず、プレイヤー間のトラブルは発生しにくい。

## システム

### 必要環境
本ゲーム用に何らかの専用プログラムをインストールする必要はない。また音声や動画などは一切ないため、高速回線や高性能なPCは必要ない。
JavaScriptに対応したウェブブラウザ（Internet Explorer等）が必要。操作はマウスとキーボードで行う。メールプレイングゲームと銘打たれているが、メールでは行動結果を確認するのみで、実際の操作はブラウザで行う。ただし売買の報告などメールのみで確認可能な情報もあるため、受信用のメールアドレスも登録しておいた方が望ましい。
携帯電話の簡易ブラウザからは原則としてプレイできない。i-modeでは行動選択のみ行えるアドレスが公開されている。フルブラウザならPCに準じた操作が可能だが、動作保証の対象外なので自己責任での利用になる。

### 支払方法
初期の作品では、isao.netのアカウント（登録無料）を通じて支払いを行うというものだった。支払手段はウェブマネー・クレジットカード・ドリム（isao.netの仮想通貨）の3種類。30日（300円）または100日（1000円）単位で利用権を購入する。利用権のトータル日数には上限が存在するらしく、残り日数がある程度存在する状態では100日の方を購入できない事がある。利用権が切れたキャラクターデータは3ヶ月間保存される。その間に利用権の追加購入が行われないとデータ抹消となる。空いたキャラクター番号は新規キャラクターに再利用される。

### キャラクターメイク
サーバは一つだけで、全員が同じ世界に存在する。当世界には人間以外の種族も存在するが、プレイヤーキャラクターは自動的に人間となる。ゲーム開始時に名前の入力、性別、初期クラス（ファイター・スカウト・メイジ・クレリック）の選択を行う。
- 名前には重複チェックが行われないので、既存のキャラクターと同名になる可能性がある。漢字、カナ、アルファベット、記号が使用可能。一般には短いファーストネームをカタカナで登録する者が多いが、長いフルネームを登録する者もいる。なお本ゲームではスキル集めが攻略の要の一つであり様々なクラスを経験する必要があること、また行動結果の文中でしばしばキャラクター名が呼ばれることから、特定のクラスを想起させるような肩書き（例：“白銀の騎士”）を名前に含めると後々具合が悪くなる可能性がある。
- 性別が関係するのはキャタクターアイコンだけで、ゲーム内容には一切反映されない。能力への影響もない。
- 初期クラスはその後の特性値の伸びに影響する。最終的にレベル99まで育てるとその違いは顕著に現れる。ファイター出身者はちからの伸びが良く、物理攻撃に長ける。スカウト出身者は知覚力が伸び、アイテム発見率と罠解除率の上昇に寄与する。メイジ出身者はイーサ同調力が高くなるので魔法攻撃に長ける。クレリック出身者は霊感が高くなり回復魔法と一部の攻撃魔法の威力が高まるが、本ゲームで回復が重要な役割を果たすことは滅多になく、一般的にクレリックだけは初期クラスとして選ぶ利点がないとさえ言われる。なおHPの上昇率はどのクラスでも変わらない。

キャラクターアイコンは各クラスごとに男女各6色の計12パターン用意されており、色はプレイ中に自由に変更できる。装備による変化はない。
キャラクターアイコンをクリックするとCHARACTER DATAウィンドウが立ち上がり、特性値・状態・持ち物・紹介が表示される。この画面はプロフィール、略してプロフと呼ばれることが多い。紹介は自分で登録・変更するもので、文章の他に改行・太字・水平線など一部のHTMLタグが使用可能。

### レベル
キャラクターのレベルは経験値の獲得によって上昇する。レベルが下がることはないため、ある程度の期間プレイしたキャラクターはみな最大値のレベル99になっている。レベルが上がると基本特性値と基本HPが上昇する。各特性値の上昇率は初期クラスによって決まっている。

### クラス
ファイター、スカウトなどのことをクラスと呼ぶ。主要なクラスへは各都市のギルドでいつでもクラスチェンジできる。一部のクラスへはイベントをこなすことでクラスチェンジする。現在判明しているクラスは92種類あり、これを全てクラスマスターすることが多くのプレイヤーの目標となっている。
基本特性値への補正はクラスごとに異なり、そのクラスに必要な特性値が上がる一方で、それ以外の特性値が下がる。例えばファイター系の上級クラスであるソードマスターはちからが+50%、素早さは+25%、知力が-20%、知覚力・イーサ同調力・霊感は-50%となる。またHPへも補正がかかり、一般にファイター系クラスはHPが高い。
ファイターちからが高く、武器・防具・盾の制限がない。単体攻撃で強さを発揮する。
スカウト知覚力が高く、アイテムや罠の発見率が高い。自身も罠を使い攻撃の起点となる。
メイジイーサ同調力が高く、攻撃魔法を得意とする。全体攻撃スキルを多く持つ。
クレリック霊感が高く、回復魔法を得意とする。
テイマーペットを使役するために必要なスキルを学ぶクラス。
クラフトマンアイテムの修理や、上級クラスではアイテム生成が可能。
ショップキーパー店を出すことができる。NPCから割引でまとめ買いが可能。
特殊クラス上記以外に、ギルドではなくイベントを通してクラスチェンジするクラスが多数ある。
各クラスにはクラスレベルが存在する。戦闘に1回勝つごとにクラスレベルが1上昇する。クラスレベル5～10でクラスマスターとなり、そのクラスで習得可能な全てのスキルを覚えたことになる。クラスレベルは容易に上昇し、またクラスチェンジを行ってもキャラクターのレベルが下がったりはしないため、本ゲームでは積極的にクラスチェンジを行いスキルを習得していくことが推奨される。特定のクラスに固執する利点は無い。
よくある誤解として、特定のクラスでいることで特定の特性値が上昇するという考え方がある。実際にはキャラクターメイクの項目で説明されているように、基本特性値の上昇率は初期クラスによって決定済みであり、その後どのように育てようと上昇率は変わらない。また初期クラスによる上昇率の差よりも、現在のクラスによる補正の方が高い。例えば同じレベルであればメイジ出身のファイターより、ファイター出身のメイジの方が確実にイーサ同調力は高くなり、魔法攻撃力も高い。従ってクラスチェンジに当たり遠い将来のことを気に病む必要はなく、攻略中のクエストに合わせて柔軟にクラスを変更できる。

### スキル
キャラクターはクラスチェンジを繰り返すことで各クラスに特有のスキルを習得していく。攻撃スキルだけでなく、防御スキル、回復スキル、補助スキルなど200以上存在する。
ほとんどのスキルは一旦習得すれば別のクラスに変わったあとも使用できる。またスキル自体にレベルや熟練度などの概念はなく、最初から効果を発揮できる。

### 戦闘
- 戦闘は5ターン制で、その間にどちらかが全滅すれば勝敗が決まる。どちらも生き残れば引き分けとなる。
- 負けても所持金減少やレベルダウンなどのペナルティはない。
- 都市間移動の戦闘の場合、全滅したときは元の場所に戻される。また勝敗にかかわらず、戦闘終了時にHPが全快する。
- スキル選択が戦闘の要となる。スキルの組み合わせで相乗効果を狙うことができ、ただ攻撃するよりも数倍大きいダメージを与えることができる。

通常ターン5回行われる。各ターン冒頭に敵味方全キャラクターの素早さによる判定を行い、先攻側パーティが先にまとめて行動する。アクティブスキルであらかじめ設定してある5つのスキルからランダムで使用するが、連携可能な状況では知力が高いほど連携するスキルを優先的に使用するようである。
ファイナルターン通常ターンで決着がつかなかった場合に1回だけ行われる。ファイナルターンでは必ず味方が先に行動する。このターンではスペシャルスキルという必殺技的なスキルを選択できる。素早さを調整することで連携攻撃を確実に発生させられるので、とくに強力な敵に対しては通常ターンのうちは防御と強化と回復に努め、ファイナルターンで一気に止めを刺すことも多い。
PC+飛竜戦ソルネアでのみ可能な、プレイヤーキャラクターと飛竜が共に戦う戦闘。基本的にはグローエスと同じだが、プレイヤーのあとに必ず飛竜が行動し、かつ連携が可能な場合は必ず連携する。これにより毎ターン4桁に上るダメージを相手に与える事すら可能となる。

### パーティ
各都市の酒場でパーティのメンバーを募集することができる。最大4人までのパーティを組むことができ、またさらに2人までのNPCを加えられる。本ゲームはソロプレイも可能だが、より強力な敵には当然パーティで立ち向かった方が勝率が上がる。連携による攻撃力増加、敵からの攻撃が複数のキャラクターに分散することなど、攻防両面で有利になる。パーティを結成するとパーティのメンバーだけが閲覧可能な掲示板が作られ、そこで戦略を練ったり今後の予定を相談することができる。なおシナリオの進行状況が異なる者同士がパーティを組むと、そのシナリオを進める事ができない場合があるので、注意が必要。

## 作品の舞台

### グローエス
別名「虹色の夜」編。グローエスは分割統治が行われている連合的な王国である。ある日起きた虹色の夜と呼ばれる大規模なオーロラを境に、突如として広範囲な地形が他の世界のものに入れ替わるという異常現象が各地で発生するようになった。メインシナリオにおいては、プレイヤーはこの原因究明に巻き込まれることになる。グローエスの長期シナリオはおおむね完結している。

### ソルネア
別名「幻の月」編。雲海に島々が浮遊し、その間を飛行船が行き交う天空の世界。幻の月から襲い来る異形の怪物から世界を守るため、竜神は異世界への道を開いた。プレイヤーはグローエスから招かれ、飛竜と共に戦うことになる。飛竜の育成と新しい戦闘システムが追加されている。しかしこのソルネア編はメインシナリオが完結しておらず、用途不明のキーアイテムも多数ある。

## コミュニティ

### 都市
- 都市には酒場が存在し、連絡用の掲示板が設置されている。また酒場ではパーティメンバーを募集することができる。
- 都市には商店街が存在する。NPCが経営している店は、在庫が切れることはない。またプレイヤーがその都市でショップキーパーにクラスチェンジすると、そこに店舗が開かれ、自分のアイテムを任意の値段で売り出すことができる。

### 旅団
- 旅団とはプレイヤーの集団で、他のゲームで言うところのギルドやクランに当たる。都市がある場所ならどこにでも設立できるが、最低12人が在籍していないとすぐ消滅してしまう。最大人数は50人。
- プレイヤーは一つの旅団に所属することができる。仮入団を申請すると旅団専用掲示板が閲覧可能になり、団長（旅団設立者）の承認を得て正式な団員になると旅団倉庫が利用可能になる。
- 団員はどこにいても旅団専用掲示板を閲覧できる。とくに初心者のうちは様々な質問ができる場所として重宝する。
- 自分が旅団所在地にいるときだけ、旅団倉庫からアイテムを取り出すことができる。旅団倉庫へアイテムを送ることはどこからでも可能。
- 旅団と言っても設立場所から移動できるわけではなく、軍隊として機能することもない。

### 市場
- 主に都市がある場所で利用可能なオークション形式のマーケット。グローエスとソルネアとでは別の市場に分かれている。

- 出品して10時間後に落札される。誰でも出品可能だが、自分が出品したものに入札する事はできず、また最低入札価格を設定することもできないので、最悪の場合ただ同然で落札される場合もある。誰も入札しなかったアイテムは出品者に戻る。

## みんなdeクエスト -芯海の楽園-

### 配信停止前
2002年6月17日～2005年7月31日にかけてiモード・EZWeb・J-SKYを対象に配信された携帯電話専用コンテンツ。PC版をベースにスキル・クラス・戦闘システムを刷新し、PC版とは全く異なる舞台「フローリア諸島」での冒険となる。PC版と同じくLindwurmが手がけている。
料金はPC版と同じ1ヶ月300円だが、パケット定額サービスが登場する以前は料金よりパケット代の方が高くつく状況で、プレイヤーの大きな負担となっていた。
フローリア諸島で採掘できる「理石」というアイテムをPC版のキャラクターに転送して鍛冶に利用することができた。

### 配信再開後
2007年2月20日から株式会社シーエー・モバイルと共同で、無料コンテンツとして再開された。DoCoMoとauが対象になる。現在は株式会社シーエー・モバイルが単独で事業を行っている。
シーエー•モバイルは課金アイテムを乱発してゲームバランスを著しくインフレさせてしまい、コンテンツの寿命を縮めてしまったことでユーザーからは度々嘲笑されている。
2009年7月1日から一部を除くSoftBank端末にも対応を開始した。
現在のコンテンツ内容は、シナリオやシステム等大半がLindwurmが手がけたものであるが、株式会社シーエー・モバイルが単独で開発・保守に関わって以降は、新シナリオの追加や途中で冒険が中断されている工事中のダンジョン等の再整備・マップ続行は基本的に行われていない。
また、softbank端末にサービス供給を開始して以降、商品内容の不明瞭な高額課金アイテムが矢継ぎ早に大量に生み出され、多くのユーザーがアイテムの検証やゲーム内通貨の獲得のために購入に走る一方で、昨今取り沙汰されている無料携帯ゲームの高額請求問題、ゲームバランスの崩壊、難易度の極端な易化、ゲーム内通貨や高額アイテムを詐欺的手法で取得する悪質プレーヤーに対する処分などにはほとんど対応していない。
2010年9月1日より、「みんなdeクエスト for GREE」と称し、GREEでも配信が開始された。一部のシステムが変更されている。
2011年8月31日にGREE版が、2011年12月26日にシーエー・モバイル版が、共に配信終了。

## 関連用語

### 基本特性値
オフィシャルな用語ではないが、クラスによる補正を受ける前の本来の特性値を指すものとして用いられている。レベルアップとともに上昇するのはこの基本特性値（及び、補正前の基本HP）であり、CHARACTER DATAで表示されている数値そのものではない。クラスによる特性値への補正は一時的なもので、クラスチェンジが行われるたび基本特性値から再計算される。

### ペット
購入したり、捕らえたり、勝手についてきたりして入手する。戦闘で使役するためにはペットの種類に応じたテイムスキルを習得する必要がある。ペットは一回の戦闘で一度しか行動せず、一部のペットを除きほとんど戦力にならない。連れ歩くこと自体に喜びを感じる人向け。

### 黒騎士
イベントで転職する特殊クラスの一つ。このイベント自体も黒騎士イベントと呼ばれることが多い。最後の敵は桁違いの強さを誇る。黒騎士とは本来ディプスファンタジアのキャラクターで、2002年10月11日に行われた合同イベントにより本ゲームの世界に登場したものである。基本的にグローエスの他のシナリオとの関わりは無い。すでに存在しないゲームに由来するイベントだが、本ゲームの最難関としてプレイヤーを悩ませ続けている。

### 多重
一人のプレイヤーが使う複数のキャラクターのこと。本ゲームは時間のかからないゲームであるため、複数のキャラクターを登録して使うことが容易になっている。規約上はとくに禁止されていないが、しばしば迷惑行為を行う事から嫌う者もいる。なお本ゲームのシステム上、BOTを使って荒らす等の行為が難しいので、リアルタイム型のMMORPGなどに比べると影響は低い方だと思われる。現在の本ゲームではRMT市場も実質存在しない。

### Lindwurm
リンドブルム。オンラインゲームLord of Monsters等で知られているメーカー。現在は本ゲームの開発には関わっていない。

### MAHOROBA
Lindwurmの「すまうぐ」によるオンラインゲーム。ソースが公開されている。本ゲームの前身になった。

## 歴史
- 2001年7月2日 「projectMdQ（仮称）」としてβテスト開始
- 2017年3月31日 「みんなdeクエスト -那由多の道と異界の扉-」レギウム軍精鋭部隊という悪質ユーザーがアプリ内掲示板に暴言を大量に投稿したが、運営がこれに対して特別な対処を講じなかったことでモラルの低下が指摘される。結局これを機にユーザー離れが進行し、サービス終了にまで追い込まれた。（PC・スマートフォン)